# Хоинский, Ян
Ян Хоинский (англ. Jan Choinski; род. 10 июня 1996, Кобленц, Рейнланд-Пфальц) — британский профессиональный теннисист, в 2011—2018 годах выступавший за Германию. Победитель трёх турниров ATP Challenger в одиночном разряде; и финалист двух турниров ATP Challenger (1 — в одиночном разряде); победитель четырнадцати турниров ITF (11 — в одиночном разряде).
Полуфиналист одного юниорского турнира Большого шлема в одиночном разряде (Открытый чемпионат США-2014); бывшая 17-я ракетка мира в юниорском рейтинге ITF (2014).

## Общая информация
Родился 10 июня 1996 года в Кобленце, в Рейнланд-Пфальце, в Германии. Имеет польское происхождение, — так как носит достаточно распространённую в Польше фамилию Хоинский.

## Спортивная карьера
В 2014—2024 годах стал победителем трёх турниров ATP серии «челленджер» и одиннадцати турниров ITF серии «фьючерс» в одиночном разряде.
И в 2016—2019 годах стал победителем ещё трёх турниров ITF серии «фьючерс» в парном разряде.

### 2023—2024
В начале июля 2023 года проучил wild-card в основную сетку одиночного разряда Уимблдонского турнира, где он в первом круге за четыре сета победил серба Душана Лайовича со счётом 5-7, 7-6(4), 6-2, 6-2, но во втором круге проиграл поляку Хуберту Хуркачу со счётом 4-6, 4-6, 6-7(3).
В конце августа 2024 года прошёл квалификацию и вышел в основную сетку одиночного разряда Открытого чемпионата США, где он в первом круге за пять сетов проиграл испанцу Роберто Карбальесу Баэна со счётом 2-6, 3-6, 7-5, 7-6(5), 3-6.
В сентябре 2024 года стал победителем одиночного турнира категории ATP Challenger NÖ Open в Тульн-ан-дер-Донау (Австрия), где он в финале победил местного австрийца Лукаса Ноймайера со счётом 6-4, 6-1.